# Blotnik Brothers
Die Blotnik Brothers sind ein schwedisches Electro-Projekt.

## Geschichte
Die Blotnik Brothers wurden 1999 von Martin Rasberg und Roberto Mensa, die gemeinsam ein Apartment bewohnten, in Ystad gegründet. 2001 zog das Duo nach Malmö um. Nach der Veröffentlichung einer EP stieß Patrick Casey zum Projekt. In der Folge erschienen Stücke der Band auf Mixes und Kompilationen, beispielsweise von Dave Clarke oder Billy Nasty. 2003 trat die Gruppe erstmals live auf. 2004 unterschrieb das Trio bei Satamile Records, dem ältesten noch aktiven und zeitweise bedeutendsten Electro-Label in New York, und veröffentlichte dort zwei weitere EPs und ein Album. Nach Veröffentlichung des Albums 2006 folgte kein weiteres Lebenszeichen des Projekts, bis 2016 beim französischen Label Fdb Recordings eine Split-Single mit dem spanischen Produzenten Dark Vektor erschien.
Die drei Mitglieder der Gruppe betrieben von 2006 bis 2010 in Malmö das Filmeffekte-Studio Blotnik Studios, das 2009 die Spezialeffekte für den dänischen Kinderfilm Superbror erstellte. Roberto Mensa ist mittlerweile als Grafiker und Compositor bei Massive Entertainment tätig und arbeitete an den Computerspielen Tom Clancy’s The Division und Tom Clancy’s The Division 2 mit.

## Stil und Rezeption
Das italienische Magazin für Digitalkultur Neural sieht in der Musik des Trios eine Symbiose aus den Ursprüngen des Electro in den späten 1970er- und frühen 1980er-Jahren sowie futuristischen Weiterentwicklungen der Musik im Stile eines Dave Clarke. Das Magazin notierte außerdem Synthpop-Anleihen, frakturierte Rhythmen und eine „träumerische, melodisch groovende Atmosphäre“. Das deutsche Musikmagazin Intro bezeichnete die Blotnik Brothers als „Kraftwerk-Adepten“, deren „unterkühltes Geschepper“ vorherseh- und austauschbar sei und an das vielfach kritisierte Album Popkiller von Anthony Rother erinnere. Das britische DJ Mag sah die 2004er-EP Pragmatic Response „beeinflusst durch die europäische Electro-Ästhetik“. Das Magazin befand, ernste und bisweilen karge Passagen wechselten sich mit launischen Arrangements, atmosphärischen Bassläufen und von Kraftwerk beeinflussten Vocoder-Gesängen ab. Den mantraähnlichen Textfetzen sprach das Magazin einen sozialkritischen Grundton zu. Das genreübergreifende Musikmagazin Funprox beschrieb die Musik der EP Museful Revolution als „sauber und flächig“ mit Elementen aus Synthpop und Electronic Body Music. Funprox-Rezensent Hans D. zog Parallelen zur Musik von Kraftwerk und Telex. Technobass.net urteilte über das 2016er-Comeback, die Blotnik Brothers würden immer noch „die Massen rocken“, und der „solide Groove und die starken Beats“ zeigten, dass man auf „Talent und Kreativität“ des Trios zählen könne. Das niederländische Magazin Gonzocircus sah Elektropop als Basis der Musik von Blotnik Brothers, ergänzt um Aspekte von Techno, Acid, Big Beat, Industrial, EBM und Ambient.
Die Gruppe selbst sieht ihre Musik in der Schnittmenge aus klassischem Electro und Neo-Electro, mit Wurzeln im Funk der 1970er- und im Hip-Hop der 1980er-Jahre.

## Diskografie
- 2001: Electro För Udomsocknes (EP, Cosmic One Records)
- 2004: Pragmatic Response (EP, Satamile Records)
- 2004: Museful Revolution (EP, Satamile Records)
- 2006: Mizuage (Satamile Records)